# Zygonyx immaculata
Zygonyx immaculata е вид водно конче от семейство Libellulidae.

## Разпространение
Видът е разпространен в Лаос.